# Cú lợn bồ hóng nhỏ
Cú lợn bồ hóng nhỏ (danh pháp hai phần: Tyto multipunctata) là một loài chim thuộc Chi Cú lợn, Họ Cú lợn. Cú lợn bồ hóng nhỏ sinh sống ở những vùng có khí hậu nhiệt đới, ẩm ướt của Úc. Giống như các loài chim săn mồi khác, con mái (37 cm) lớn hơn con trống (33 cm). Cú lợ bồ hóng nhỏ là một phần quan trọng của môi trường bởi vì chúng là loài săn mồi hiệu quả làm giảm quần thể động vật gặm nhấm. Chúng ăn chủ yếu động vật như chuột, bandicoots, và các động vật gặm nhấm khác, nhưng đôi khi ăn các động vật trên cây như những con chim và sóc bay. Loài cú này sống thọ và có mức sinh sản thấp với một mùa sinh sản từ tháng một-tháng 8. Chúng được phân loại là phổ biến mặc dù họ có một phạm vi môi trường sống hạn chế. 
Vài tác giả, kể cả BirdLife International xem nó là phân loài của Tyto tenebricosa.